# تاريخية يسوع
تاريخية يسوع (بالإنجليزية: Historicity of Jesus) هي مسألة الموثوقية التاريخية حول وجود شخص يسوع الناصري والآثار الداعمة لوجوده. يُفرّق العلماء بين يسوع حسب طرق الدراسة التاريخية وبين مسيح الإيمان حسب التقاليد الثيولوجية. ويحتل شخص يسوع مكانة مركزية في عدة ديانات خاصة المسيحية والإسلام.
النظرة التاريخية لدى غالبية المؤرخين تتفق على وجوده في التاريخ، على أنه معلم يهودي من الجليل في مقاطعة اليهودية الرومانيّة، عُمِّد على يد يوحنا المعمدان، وأثارت تعاليمه قلقًا وحنقًا أفضى إلى صلبه على يد بيلاطس البنطي. النظرات التاريخية حوله تعددت بين، رجل دين يهودي، وزعيم حركة دينية، وحكيم أو فيلسوف ومصلح اجتماعي نادى بالحسن الخلقي والمساواة، وكان الوعظ عن ملكوت الله أحد أبرز مفاهيمه أو محور عمله.

## الشهادات التاريخية
إنّ أقدم إشارة واضحة إلى يسوع في المؤلفات غير المسيحية فتعود إلى المؤرخ اليهودي يوسيفوس، وفيها يصف يسوع بأنه رجل دين يأتي بأعمال عجيبة ويعظ الناس وقد اتبعه عدد كبير من اليهود والوثنيين. بيد أنّ عددًا من الباحثين شككوا في صحة نسبة ذلك النص إلى المؤرخ العبريّ. وهنالك إِشارة ثانية ترجع إلى المؤرخ ثاليس الذي عاش في النصف الثاني من القرن الأول. وهو يرى - في ما بقي منها حتى اليوم - أنّ الظلمة الخارقة التي حدثت عند موت المسيح هي من الظواهر الطبيعية، كذلك فقد أشار الوالي الروماني بلني الأصغر في رسالة وجهها حوالي عام 110 إلى الإمبراطور تراجان إلى المسيح بشكل غير مباشر. سوى ذلك فإن مكتشفات المدافن السردابية الواقعة ضمن روما تحوي بضع أيقونات وكتابات تشير إليه، لذلك فعلى الرغم من ميل بعض الباحثين أمثال جولنبرك وفيلني وديفيد ستراوس خلال القرن التاسع عشر للاعتقاد بعدم تاريخية وجود يسوع، فإن الباحثين وبدءًا من القرن العشرين عمدوا إلى إثبات وجوده التاريخي.

## الشهادات المسيحية
أما أقدم المصادر المسيحية فهي الرسالة التي كتبها القديس بولس إلى أهل تسالونيكي حوالي عام 49 أو 50. خلال الفترة السابقة للوثائق المكتوبة يشير اللاهوتيون والباحثون اعتمادًا على عدد من آيات العهد الجديد عن وجود فترة يطلق عليها اسم «التقليد الشفهي» سابقة للتدوين الكتابي بالشكل المتعارف عليه اليوم، من هذه الآيات لوقا 2/1 و رسالة يوحنا الأولى 3/1، إلى جانب عدد من الأدلة الضمنية الأخرى. وتشير الأدبيات المسيحية القديمة أن الجماعات المسيحية الأولى قد أطلقت على هذا التقليد الشفهي اسم «كلام الرب» وكانت تتناقله على ألسنة الحفاظ زمانًا طويلاً قبل أن تبدأ عملية تدوين الأناجيل إثر تكاثر الاضطهادات ووفاة الرسل الأوائل، وأقدم الأناجيل هو إنجيل مرقس الذي كتب حوالي عام 65 إلى 70 خلال لاضطهاد الكبير الذي قاده نيرون وفق رأي اللاهوتيين اليسوعيين وباحثو حركة النقد الأعلى للكتاب المقدس، في حين يعود تاريخ تدوين إنجيلي متى ولوقا إلى ما بعد دمار الهيكل أي بين عامي 70 - 80. وآخر من دون من الأناجيل القانونية هو إنجيل يوحنا حوالي عام 90. وقبل تدوين الأناجيل كوثائق مكتوبة كانت رسائل بولس الرسول بأجمعها قد دونت. أي أنها سابقة للأناجيل تاريخيًا، وإن كان الباحثون يفترضون وجود وثائق مكتوبة لبعض أقول يسوع أو تفاصيل حياته كروايتي الموت والقيامة. وخلال الفترة الأولى لوجود الوثائق المكتوبة حظيت الرسائل بمكانة بارزة نظرًا ما تمتع به بولس الرسول من شهرة، غير أن التقليد الشفهي ظل قويًا أمام الأناجيل كوثائق مكتوبة تروي حياة يسوع، وأقدم إشارة إلى للأناجيل متوافرة اليوم هي إشارة الشهيد يستينس أواخر القرن الأول حيث يذكر أن المسيحيين يقرؤون في اجتماعات يوم الأحد مؤلفات تروي حياة يسوع وأنهم يعدونها مؤلفات للرسل أو أقله لأشخاص يمتون للرسل بصلة وثيقة.

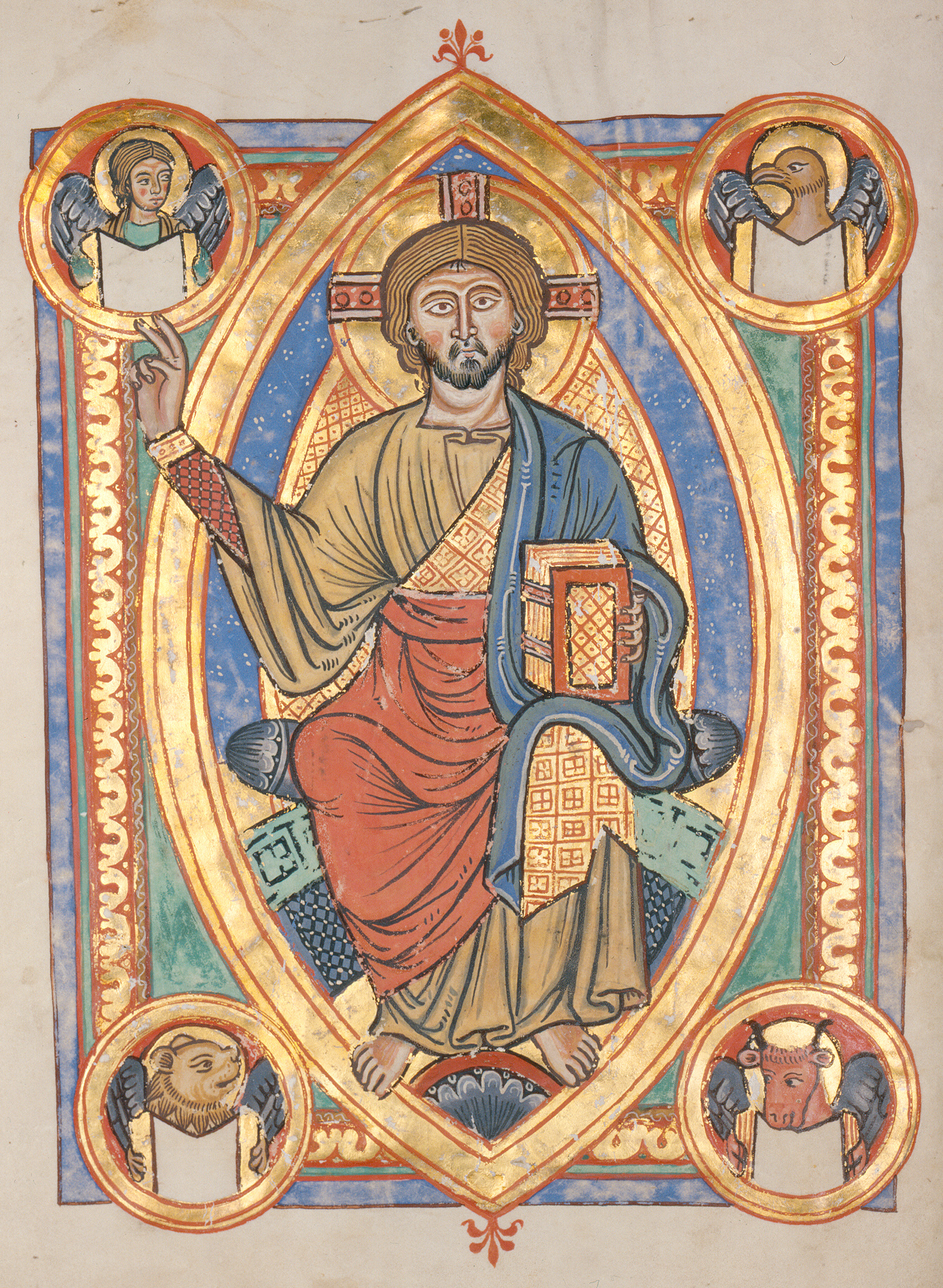
يسوع محاطًا برموز الإنجيليين الأربعة وحاضنًا العهد الجديد، المرجع الرسمي الوحيد في المسيحية عن حياته وتعاليمه، الرسم يعود لعام 1220.

يحدد المختصون حوالي عام 150 موعدًا لبداية وضع قانون العهد الجديد، وضم مؤلفاته في بوتقة واحدة. السبب الرئيس في ذلك يعود لتكاثر المؤلفات التي تتحدث عن يسوع وحياته وجلّها يعود لفترة متأخرة في التأليف ومنقولة عن تقاليد شعبية أو متأثرة ببعض المذاهب المسيحية التي رفضت من قبل الكنيسة الأولى وأشهرها الغنوصية، عمومًا فإن المعيار الذي اتبع في التفريق بين الكتب الرسمية عن الكتب الغير رسمية هي صحة نسبتها إلى الرسل، ويسود الاعتقاد لدى أغلب الباحثين أن الأناجيل الأربعة إلى جانب رسائل بولس نالت مقام «الأدب القانوني» قرابة عام 170، وقد ساهمت حركة مرقيان الذي أنكر سلطة العهد القديم على المسيحيين، في تسريع هذه العملية بشكل كبير. في حين أن المؤلفات الأخرى كرسائل الكاثوليكون فقد انضمت بشكل تدريجي في وقت لاحق بعد جدل واسع حول صحة نسبتها للرسل، ولاقى سفر رؤيا يوحنا والرسالة إلى العبرانيين أشد تلك المجادلات، ولم يكتمل قانون العهد الجديد بالشكل المتعارف عليه اليوم قبل بداية القرن الثالث، ولم يطلق عليه هذا الاسم قبل أواخر القرن الثاني تماشيًا مع ما ذهب إليه بولس في الرسالة الثانية إلى كورنثس 14/3.
فيما يخص نظرة الإنجيل ليسوع فإن النسخة اليسوعية للكتاب المقدس، تشير إلى أن محرري الأناجيل ليسوا كتابًا انكبوا في مكاتبهم على وثائق مبوبة تبويبًا محكمًا فأقدموا على وضع تاريخ ليسوع الناصري من ميلاده إلى موته، فطريقة تأليف الأناجيل تختلف كل الاختلاف عن هذه الطريقة. إذ إن الإنجيليين دونوا وفق رؤيتهم الخاصة التقاليد الشفهية وذكرياتهم السابقة، واهتموا بنقل البشارة وإبراز معنى أقوال يسوع أكثر من الاهتمام بالتعبير عن المضمون الحرفي لأقواله، وهكذا نفسر اختلافًا في صيغ التطويبات والصلاة الربية وكلام التقديس، كذلك سعوا لإبراز جوهر أعماله دون وضعها في إطار زمني أو جغرافي دقيق وكذلك لم يهتموا بتفاصيلها، لذلك يضع إنجيل يوحنا رمزًا موعد العشاء الفصحي حيث يذبح حمل الفصح وفق الشريعة اليهودية قبل عيد الفصح، لأن المسيح بموته بات هو الفصح الجديد وحمله، ومن المعروف أن إنجيل يوحنا يطلق على المسيح في غير موضع لقب «الحمل». في حين تذكر الأناجيل الإزائية أن يسوع تناول مع التلاميذ الاثني عشر أول أيام الفصح. كذلك يبدو يسوع في إنجيل متى أكثر وقارًا مما هو عليه في إنجيل مرقس.
وانطلاقًا من تغليب الجوهر على الشكل، لا ير المسيحيون تناقضًا في الأناجيل رغم اختلافاتها. بكل الأحوال فإن الأناجيل تعتبر المرجع الوحيد الأقدم حول حياة يسوع وتعاليمه، ورغم اختلافاتها فإن القواسم المشتركة بينها كفيلة برسم صيغة عامة مشتركة عن فعاليته ونشاطاته. بعض الباحثين واللاهوتيين يأخذ بعين الاعتبار أيضًا أجزءًا من الأناجيل المنحولة كمصادر للبحث، خصوصًا تلك الأجزاء التي اتفق آباء الكنيسة على صحيتها وباتت عقائد رسمية في بعض الكنائس المسيحية، كتحديد عمر مريم العذراء بثلاث عشر عامًا لدى حملها يسوع وهو ما يذكر في إنجيل بشارة يعقوب. عمومًا فإن الأناجيل المنحولة لا تختلف في الإطار العام لرواياتها بشكل كبير عن الأناجيل الرسمية باستثناء الأناجيل الغنوصية التي ظهرت في القرنين الثاني والثالث ومزجت بين المعتقدات الدينية اليونانية والمسيحية، واعتمدت على طرق خاصة من التصوف لمعرفة الله ولذلك دعيت «جماعة العرفان».